# Minimap
Een minimap of minikaart is een kleine kaart in computerspellen, meestal in de hoek van het scherm geplaatst. Deze kaart wordt gebruikt om de spelers te helpen zich te oriënteren in het speelgebied. Omdat deze map klein is laat deze maar een select deel van de complete kaart zien. Naast dat er een overzicht van de omgeving wordt gegeven, geven deze kaarten vaak ook andere details zoals posities van medespelers, checkpoints en verzamelobjecten.
Minimaps zijn zeer gebruikelijk in MMORPG's en real-time strategy-spellen. Deze laatste groep gebruikt ook vaak het fog of war-mechanisme, hierbij is de kaart gehuld in zwart totdat de speler het gebied minimaal een keer heeft bereisd. Veel first- en third-person shooters gebruiken ook een minimap, waarbij de teamgenoten en vijanden vaak in realtime worden getoond.
Racespellen met een open wereld hebben vrijwel altijd een minimap, deze geeft altijd aan waar er zich een race bevindt en tijdens de race toont de minimap hoe het parcours van de race loopt.